# Udo Degener
Udo Degener (Nordhausen, 23 novembre 1959) è un compositore di scacchi e poeta tedesco.
Pubblicò i suoi primi problemi nel 1977 sul quotidiano Freie Presse. Fino alla fine del 2011 ne ha composto circa 900, ottenendo oltre 190 premiazioni. Con la pubblicazione di alcuni suoi lavori sull'Album FIDE 1998-2000 ha raggiunto il punteggio necessario per ottenere il titolo di Grande Maestro della composizione, che gli è stato assegnato dalla WFCC in settembre 2005.
Dal 1994 si occupa della compilazione dell'Albrecht-Sammlung, un database di problemi in due mosse che prende il nome dal suo iniziatore Hermann Albrecht e contenente oltre 156.000 problemi in due mosse.
In gennaio 2000 è succeduto a Manfred Zucker nella direzione della rivista di problemistica e studistica Schach.
È laureato in Cultural studies all'Università di Lipsia. Nel 2007 ha fondato a Potsdam una piccola casa editrice, la Udo Degener Verlag.
Udo Degener è anche un poeta lirico. Tra le sue pubblicazioni in questo campo:
- Poesiealbum 244, Berlino, 1988
- Schattenplätze der Erinnerung, Ed. Schwarzdruck, Berlino, 2008, ISBN 978-3-935194-25-9
- high-Kuh, Gedichtbox, (Zentrum für Aktion, Kultur und Kommunikation|ZAKK), Düsseldorf, 2009

Tre suoi problemi:
|   | a | b | c | d | e | f | g | h |   |
| 8 | f8 donna del bianco · h8 donna del nero · e7 pedone del nero · f7 alfiere del nero · e6 pedone del bianco · f6 pedone del nero · c5 pedone del bianco · e5 re del nero · f5 pedone del bianco · g5 alfiere del nero · h5 cavallo del bianco · b4 cavallo del bianco · c4 torre del bianco · g4 pedone del bianco · a2 re del bianco · d2 alfiere del bianco · d1 cavallo del nero · e1 cavallo del nero | f8 donna del bianco · h8 donna del nero · e7 pedone del nero · f7 alfiere del nero · e6 pedone del bianco · f6 pedone del nero · c5 pedone del bianco · e5 re del nero · f5 pedone del bianco · g5 alfiere del nero · h5 cavallo del bianco · b4 cavallo del bianco · c4 torre del bianco · g4 pedone del bianco · a2 re del bianco · d2 alfiere del bianco · d1 cavallo del nero · e1 cavallo del nero | f8 donna del bianco · h8 donna del nero · e7 pedone del nero · f7 alfiere del nero · e6 pedone del bianco · f6 pedone del nero · c5 pedone del bianco · e5 re del nero · f5 pedone del bianco · g5 alfiere del nero · h5 cavallo del bianco · b4 cavallo del bianco · c4 torre del bianco · g4 pedone del bianco · a2 re del bianco · d2 alfiere del bianco · d1 cavallo del nero · e1 cavallo del nero | f8 donna del bianco · h8 donna del nero · e7 pedone del nero · f7 alfiere del nero · e6 pedone del bianco · f6 pedone del nero · c5 pedone del bianco · e5 re del nero · f5 pedone del bianco · g5 alfiere del nero · h5 cavallo del bianco · b4 cavallo del bianco · c4 torre del bianco · g4 pedone del bianco · a2 re del bianco · d2 alfiere del bianco · d1 cavallo del nero · e1 cavallo del nero | f8 donna del bianco · h8 donna del nero · e7 pedone del nero · f7 alfiere del nero · e6 pedone del bianco · f6 pedone del nero · c5 pedone del bianco · e5 re del nero · f5 pedone del bianco · g5 alfiere del nero · h5 cavallo del bianco · b4 cavallo del bianco · c4 torre del bianco · g4 pedone del bianco · a2 re del bianco · d2 alfiere del bianco · d1 cavallo del nero · e1 cavallo del nero | f8 donna del bianco · h8 donna del nero · e7 pedone del nero · f7 alfiere del nero · e6 pedone del bianco · f6 pedone del nero · c5 pedone del bianco · e5 re del nero · f5 pedone del bianco · g5 alfiere del nero · h5 cavallo del bianco · b4 cavallo del bianco · c4 torre del bianco · g4 pedone del bianco · a2 re del bianco · d2 alfiere del bianco · d1 cavallo del nero · e1 cavallo del nero | f8 donna del bianco · h8 donna del nero · e7 pedone del nero · f7 alfiere del nero · e6 pedone del bianco · f6 pedone del nero · c5 pedone del bianco · e5 re del nero · f5 pedone del bianco · g5 alfiere del nero · h5 cavallo del bianco · b4 cavallo del bianco · c4 torre del bianco · g4 pedone del bianco · a2 re del bianco · d2 alfiere del bianco · d1 cavallo del nero · e1 cavallo del nero | f8 donna del bianco · h8 donna del nero · e7 pedone del nero · f7 alfiere del nero · e6 pedone del bianco · f6 pedone del nero · c5 pedone del bianco · e5 re del nero · f5 pedone del bianco · g5 alfiere del nero · h5 cavallo del bianco · b4 cavallo del bianco · c4 torre del bianco · g4 pedone del bianco · a2 re del bianco · d2 alfiere del bianco · d1 cavallo del nero · e1 cavallo del nero | 8 |
| 7 | f8 donna del bianco · h8 donna del nero · e7 pedone del nero · f7 alfiere del nero · e6 pedone del bianco · f6 pedone del nero · c5 pedone del bianco · e5 re del nero · f5 pedone del bianco · g5 alfiere del nero · h5 cavallo del bianco · b4 cavallo del bianco · c4 torre del bianco · g4 pedone del bianco · a2 re del bianco · d2 alfiere del bianco · d1 cavallo del nero · e1 cavallo del nero | f8 donna del bianco · h8 donna del nero · e7 pedone del nero · f7 alfiere del nero · e6 pedone del bianco · f6 pedone del nero · c5 pedone del bianco · e5 re del nero · f5 pedone del bianco · g5 alfiere del nero · h5 cavallo del bianco · b4 cavallo del bianco · c4 torre del bianco · g4 pedone del bianco · a2 re del bianco · d2 alfiere del bianco · d1 cavallo del nero · e1 cavallo del nero | f8 donna del bianco · h8 donna del nero · e7 pedone del nero · f7 alfiere del nero · e6 pedone del bianco · f6 pedone del nero · c5 pedone del bianco · e5 re del nero · f5 pedone del bianco · g5 alfiere del nero · h5 cavallo del bianco · b4 cavallo del bianco · c4 torre del bianco · g4 pedone del bianco · a2 re del bianco · d2 alfiere del bianco · d1 cavallo del nero · e1 cavallo del nero | f8 donna del bianco · h8 donna del nero · e7 pedone del nero · f7 alfiere del nero · e6 pedone del bianco · f6 pedone del nero · c5 pedone del bianco · e5 re del nero · f5 pedone del bianco · g5 alfiere del nero · h5 cavallo del bianco · b4 cavallo del bianco · c4 torre del bianco · g4 pedone del bianco · a2 re del bianco · d2 alfiere del bianco · d1 cavallo del nero · e1 cavallo del nero | f8 donna del bianco · h8 donna del nero · e7 pedone del nero · f7 alfiere del nero · e6 pedone del bianco · f6 pedone del nero · c5 pedone del bianco · e5 re del nero · f5 pedone del bianco · g5 alfiere del nero · h5 cavallo del bianco · b4 cavallo del bianco · c4 torre del bianco · g4 pedone del bianco · a2 re del bianco · d2 alfiere del bianco · d1 cavallo del nero · e1 cavallo del nero | f8 donna del bianco · h8 donna del nero · e7 pedone del nero · f7 alfiere del nero · e6 pedone del bianco · f6 pedone del nero · c5 pedone del bianco · e5 re del nero · f5 pedone del bianco · g5 alfiere del nero · h5 cavallo del bianco · b4 cavallo del bianco · c4 torre del bianco · g4 pedone del bianco · a2 re del bianco · d2 alfiere del bianco · d1 cavallo del nero · e1 cavallo del nero | f8 donna del bianco · h8 donna del nero · e7 pedone del nero · f7 alfiere del nero · e6 pedone del bianco · f6 pedone del nero · c5 pedone del bianco · e5 re del nero · f5 pedone del bianco · g5 alfiere del nero · h5 cavallo del bianco · b4 cavallo del bianco · c4 torre del bianco · g4 pedone del bianco · a2 re del bianco · d2 alfiere del bianco · d1 cavallo del nero · e1 cavallo del nero | f8 donna del bianco · h8 donna del nero · e7 pedone del nero · f7 alfiere del nero · e6 pedone del bianco · f6 pedone del nero · c5 pedone del bianco · e5 re del nero · f5 pedone del bianco · g5 alfiere del nero · h5 cavallo del bianco · b4 cavallo del bianco · c4 torre del bianco · g4 pedone del bianco · a2 re del bianco · d2 alfiere del bianco · d1 cavallo del nero · e1 cavallo del nero | 7 |
| 6 | f8 donna del bianco · h8 donna del nero · e7 pedone del nero · f7 alfiere del nero · e6 pedone del bianco · f6 pedone del nero · c5 pedone del bianco · e5 re del nero · f5 pedone del bianco · g5 alfiere del nero · h5 cavallo del bianco · b4 cavallo del bianco · c4 torre del bianco · g4 pedone del bianco · a2 re del bianco · d2 alfiere del bianco · d1 cavallo del nero · e1 cavallo del nero | f8 donna del bianco · h8 donna del nero · e7 pedone del nero · f7 alfiere del nero · e6 pedone del bianco · f6 pedone del nero · c5 pedone del bianco · e5 re del nero · f5 pedone del bianco · g5 alfiere del nero · h5 cavallo del bianco · b4 cavallo del bianco · c4 torre del bianco · g4 pedone del bianco · a2 re del bianco · d2 alfiere del bianco · d1 cavallo del nero · e1 cavallo del nero | f8 donna del bianco · h8 donna del nero · e7 pedone del nero · f7 alfiere del nero · e6 pedone del bianco · f6 pedone del nero · c5 pedone del bianco · e5 re del nero · f5 pedone del bianco · g5 alfiere del nero · h5 cavallo del bianco · b4 cavallo del bianco · c4 torre del bianco · g4 pedone del bianco · a2 re del bianco · d2 alfiere del bianco · d1 cavallo del nero · e1 cavallo del nero | f8 donna del bianco · h8 donna del nero · e7 pedone del nero · f7 alfiere del nero · e6 pedone del bianco · f6 pedone del nero · c5 pedone del bianco · e5 re del nero · f5 pedone del bianco · g5 alfiere del nero · h5 cavallo del bianco · b4 cavallo del bianco · c4 torre del bianco · g4 pedone del bianco · a2 re del bianco · d2 alfiere del bianco · d1 cavallo del nero · e1 cavallo del nero | f8 donna del bianco · h8 donna del nero · e7 pedone del nero · f7 alfiere del nero · e6 pedone del bianco · f6 pedone del nero · c5 pedone del bianco · e5 re del nero · f5 pedone del bianco · g5 alfiere del nero · h5 cavallo del bianco · b4 cavallo del bianco · c4 torre del bianco · g4 pedone del bianco · a2 re del bianco · d2 alfiere del bianco · d1 cavallo del nero · e1 cavallo del nero | f8 donna del bianco · h8 donna del nero · e7 pedone del nero · f7 alfiere del nero · e6 pedone del bianco · f6 pedone del nero · c5 pedone del bianco · e5 re del nero · f5 pedone del bianco · g5 alfiere del nero · h5 cavallo del bianco · b4 cavallo del bianco · c4 torre del bianco · g4 pedone del bianco · a2 re del bianco · d2 alfiere del bianco · d1 cavallo del nero · e1 cavallo del nero | f8 donna del bianco · h8 donna del nero · e7 pedone del nero · f7 alfiere del nero · e6 pedone del bianco · f6 pedone del nero · c5 pedone del bianco · e5 re del nero · f5 pedone del bianco · g5 alfiere del nero · h5 cavallo del bianco · b4 cavallo del bianco · c4 torre del bianco · g4 pedone del bianco · a2 re del bianco · d2 alfiere del bianco · d1 cavallo del nero · e1 cavallo del nero | f8 donna del bianco · h8 donna del nero · e7 pedone del nero · f7 alfiere del nero · e6 pedone del bianco · f6 pedone del nero · c5 pedone del bianco · e5 re del nero · f5 pedone del bianco · g5 alfiere del nero · h5 cavallo del bianco · b4 cavallo del bianco · c4 torre del bianco · g4 pedone del bianco · a2 re del bianco · d2 alfiere del bianco · d1 cavallo del nero · e1 cavallo del nero | 6 |
| 5 | f8 donna del bianco · h8 donna del nero · e7 pedone del nero · f7 alfiere del nero · e6 pedone del bianco · f6 pedone del nero · c5 pedone del bianco · e5 re del nero · f5 pedone del bianco · g5 alfiere del nero · h5 cavallo del bianco · b4 cavallo del bianco · c4 torre del bianco · g4 pedone del bianco · a2 re del bianco · d2 alfiere del bianco · d1 cavallo del nero · e1 cavallo del nero | f8 donna del bianco · h8 donna del nero · e7 pedone del nero · f7 alfiere del nero · e6 pedone del bianco · f6 pedone del nero · c5 pedone del bianco · e5 re del nero · f5 pedone del bianco · g5 alfiere del nero · h5 cavallo del bianco · b4 cavallo del bianco · c4 torre del bianco · g4 pedone del bianco · a2 re del bianco · d2 alfiere del bianco · d1 cavallo del nero · e1 cavallo del nero | f8 donna del bianco · h8 donna del nero · e7 pedone del nero · f7 alfiere del nero · e6 pedone del bianco · f6 pedone del nero · c5 pedone del bianco · e5 re del nero · f5 pedone del bianco · g5 alfiere del nero · h5 cavallo del bianco · b4 cavallo del bianco · c4 torre del bianco · g4 pedone del bianco · a2 re del bianco · d2 alfiere del bianco · d1 cavallo del nero · e1 cavallo del nero | f8 donna del bianco · h8 donna del nero · e7 pedone del nero · f7 alfiere del nero · e6 pedone del bianco · f6 pedone del nero · c5 pedone del bianco · e5 re del nero · f5 pedone del bianco · g5 alfiere del nero · h5 cavallo del bianco · b4 cavallo del bianco · c4 torre del bianco · g4 pedone del bianco · a2 re del bianco · d2 alfiere del bianco · d1 cavallo del nero · e1 cavallo del nero | f8 donna del bianco · h8 donna del nero · e7 pedone del nero · f7 alfiere del nero · e6 pedone del bianco · f6 pedone del nero · c5 pedone del bianco · e5 re del nero · f5 pedone del bianco · g5 alfiere del nero · h5 cavallo del bianco · b4 cavallo del bianco · c4 torre del bianco · g4 pedone del bianco · a2 re del bianco · d2 alfiere del bianco · d1 cavallo del nero · e1 cavallo del nero | f8 donna del bianco · h8 donna del nero · e7 pedone del nero · f7 alfiere del nero · e6 pedone del bianco · f6 pedone del nero · c5 pedone del bianco · e5 re del nero · f5 pedone del bianco · g5 alfiere del nero · h5 cavallo del bianco · b4 cavallo del bianco · c4 torre del bianco · g4 pedone del bianco · a2 re del bianco · d2 alfiere del bianco · d1 cavallo del nero · e1 cavallo del nero | f8 donna del bianco · h8 donna del nero · e7 pedone del nero · f7 alfiere del nero · e6 pedone del bianco · f6 pedone del nero · c5 pedone del bianco · e5 re del nero · f5 pedone del bianco · g5 alfiere del nero · h5 cavallo del bianco · b4 cavallo del bianco · c4 torre del bianco · g4 pedone del bianco · a2 re del bianco · d2 alfiere del bianco · d1 cavallo del nero · e1 cavallo del nero | f8 donna del bianco · h8 donna del nero · e7 pedone del nero · f7 alfiere del nero · e6 pedone del bianco · f6 pedone del nero · c5 pedone del bianco · e5 re del nero · f5 pedone del bianco · g5 alfiere del nero · h5 cavallo del bianco · b4 cavallo del bianco · c4 torre del bianco · g4 pedone del bianco · a2 re del bianco · d2 alfiere del bianco · d1 cavallo del nero · e1 cavallo del nero | 5 |
| 4 | f8 donna del bianco · h8 donna del nero · e7 pedone del nero · f7 alfiere del nero · e6 pedone del bianco · f6 pedone del nero · c5 pedone del bianco · e5 re del nero · f5 pedone del bianco · g5 alfiere del nero · h5 cavallo del bianco · b4 cavallo del bianco · c4 torre del bianco · g4 pedone del bianco · a2 re del bianco · d2 alfiere del bianco · d1 cavallo del nero · e1 cavallo del nero | f8 donna del bianco · h8 donna del nero · e7 pedone del nero · f7 alfiere del nero · e6 pedone del bianco · f6 pedone del nero · c5 pedone del bianco · e5 re del nero · f5 pedone del bianco · g5 alfiere del nero · h5 cavallo del bianco · b4 cavallo del bianco · c4 torre del bianco · g4 pedone del bianco · a2 re del bianco · d2 alfiere del bianco · d1 cavallo del nero · e1 cavallo del nero | f8 donna del bianco · h8 donna del nero · e7 pedone del nero · f7 alfiere del nero · e6 pedone del bianco · f6 pedone del nero · c5 pedone del bianco · e5 re del nero · f5 pedone del bianco · g5 alfiere del nero · h5 cavallo del bianco · b4 cavallo del bianco · c4 torre del bianco · g4 pedone del bianco · a2 re del bianco · d2 alfiere del bianco · d1 cavallo del nero · e1 cavallo del nero | f8 donna del bianco · h8 donna del nero · e7 pedone del nero · f7 alfiere del nero · e6 pedone del bianco · f6 pedone del nero · c5 pedone del bianco · e5 re del nero · f5 pedone del bianco · g5 alfiere del nero · h5 cavallo del bianco · b4 cavallo del bianco · c4 torre del bianco · g4 pedone del bianco · a2 re del bianco · d2 alfiere del bianco · d1 cavallo del nero · e1 cavallo del nero | f8 donna del bianco · h8 donna del nero · e7 pedone del nero · f7 alfiere del nero · e6 pedone del bianco · f6 pedone del nero · c5 pedone del bianco · e5 re del nero · f5 pedone del bianco · g5 alfiere del nero · h5 cavallo del bianco · b4 cavallo del bianco · c4 torre del bianco · g4 pedone del bianco · a2 re del bianco · d2 alfiere del bianco · d1 cavallo del nero · e1 cavallo del nero | f8 donna del bianco · h8 donna del nero · e7 pedone del nero · f7 alfiere del nero · e6 pedone del bianco · f6 pedone del nero · c5 pedone del bianco · e5 re del nero · f5 pedone del bianco · g5 alfiere del nero · h5 cavallo del bianco · b4 cavallo del bianco · c4 torre del bianco · g4 pedone del bianco · a2 re del bianco · d2 alfiere del bianco · d1 cavallo del nero · e1 cavallo del nero | f8 donna del bianco · h8 donna del nero · e7 pedone del nero · f7 alfiere del nero · e6 pedone del bianco · f6 pedone del nero · c5 pedone del bianco · e5 re del nero · f5 pedone del bianco · g5 alfiere del nero · h5 cavallo del bianco · b4 cavallo del bianco · c4 torre del bianco · g4 pedone del bianco · a2 re del bianco · d2 alfiere del bianco · d1 cavallo del nero · e1 cavallo del nero | f8 donna del bianco · h8 donna del nero · e7 pedone del nero · f7 alfiere del nero · e6 pedone del bianco · f6 pedone del nero · c5 pedone del bianco · e5 re del nero · f5 pedone del bianco · g5 alfiere del nero · h5 cavallo del bianco · b4 cavallo del bianco · c4 torre del bianco · g4 pedone del bianco · a2 re del bianco · d2 alfiere del bianco · d1 cavallo del nero · e1 cavallo del nero | 4 |
| 3 | f8 donna del bianco · h8 donna del nero · e7 pedone del nero · f7 alfiere del nero · e6 pedone del bianco · f6 pedone del nero · c5 pedone del bianco · e5 re del nero · f5 pedone del bianco · g5 alfiere del nero · h5 cavallo del bianco · b4 cavallo del bianco · c4 torre del bianco · g4 pedone del bianco · a2 re del bianco · d2 alfiere del bianco · d1 cavallo del nero · e1 cavallo del nero | f8 donna del bianco · h8 donna del nero · e7 pedone del nero · f7 alfiere del nero · e6 pedone del bianco · f6 pedone del nero · c5 pedone del bianco · e5 re del nero · f5 pedone del bianco · g5 alfiere del nero · h5 cavallo del bianco · b4 cavallo del bianco · c4 torre del bianco · g4 pedone del bianco · a2 re del bianco · d2 alfiere del bianco · d1 cavallo del nero · e1 cavallo del nero | f8 donna del bianco · h8 donna del nero · e7 pedone del nero · f7 alfiere del nero · e6 pedone del bianco · f6 pedone del nero · c5 pedone del bianco · e5 re del nero · f5 pedone del bianco · g5 alfiere del nero · h5 cavallo del bianco · b4 cavallo del bianco · c4 torre del bianco · g4 pedone del bianco · a2 re del bianco · d2 alfiere del bianco · d1 cavallo del nero · e1 cavallo del nero | f8 donna del bianco · h8 donna del nero · e7 pedone del nero · f7 alfiere del nero · e6 pedone del bianco · f6 pedone del nero · c5 pedone del bianco · e5 re del nero · f5 pedone del bianco · g5 alfiere del nero · h5 cavallo del bianco · b4 cavallo del bianco · c4 torre del bianco · g4 pedone del bianco · a2 re del bianco · d2 alfiere del bianco · d1 cavallo del nero · e1 cavallo del nero | f8 donna del bianco · h8 donna del nero · e7 pedone del nero · f7 alfiere del nero · e6 pedone del bianco · f6 pedone del nero · c5 pedone del bianco · e5 re del nero · f5 pedone del bianco · g5 alfiere del nero · h5 cavallo del bianco · b4 cavallo del bianco · c4 torre del bianco · g4 pedone del bianco · a2 re del bianco · d2 alfiere del bianco · d1 cavallo del nero · e1 cavallo del nero | f8 donna del bianco · h8 donna del nero · e7 pedone del nero · f7 alfiere del nero · e6 pedone del bianco · f6 pedone del nero · c5 pedone del bianco · e5 re del nero · f5 pedone del bianco · g5 alfiere del nero · h5 cavallo del bianco · b4 cavallo del bianco · c4 torre del bianco · g4 pedone del bianco · a2 re del bianco · d2 alfiere del bianco · d1 cavallo del nero · e1 cavallo del nero | f8 donna del bianco · h8 donna del nero · e7 pedone del nero · f7 alfiere del nero · e6 pedone del bianco · f6 pedone del nero · c5 pedone del bianco · e5 re del nero · f5 pedone del bianco · g5 alfiere del nero · h5 cavallo del bianco · b4 cavallo del bianco · c4 torre del bianco · g4 pedone del bianco · a2 re del bianco · d2 alfiere del bianco · d1 cavallo del nero · e1 cavallo del nero | f8 donna del bianco · h8 donna del nero · e7 pedone del nero · f7 alfiere del nero · e6 pedone del bianco · f6 pedone del nero · c5 pedone del bianco · e5 re del nero · f5 pedone del bianco · g5 alfiere del nero · h5 cavallo del bianco · b4 cavallo del bianco · c4 torre del bianco · g4 pedone del bianco · a2 re del bianco · d2 alfiere del bianco · d1 cavallo del nero · e1 cavallo del nero | 3 |
| 2 | f8 donna del bianco · h8 donna del nero · e7 pedone del nero · f7 alfiere del nero · e6 pedone del bianco · f6 pedone del nero · c5 pedone del bianco · e5 re del nero · f5 pedone del bianco · g5 alfiere del nero · h5 cavallo del bianco · b4 cavallo del bianco · c4 torre del bianco · g4 pedone del bianco · a2 re del bianco · d2 alfiere del bianco · d1 cavallo del nero · e1 cavallo del nero | f8 donna del bianco · h8 donna del nero · e7 pedone del nero · f7 alfiere del nero · e6 pedone del bianco · f6 pedone del nero · c5 pedone del bianco · e5 re del nero · f5 pedone del bianco · g5 alfiere del nero · h5 cavallo del bianco · b4 cavallo del bianco · c4 torre del bianco · g4 pedone del bianco · a2 re del bianco · d2 alfiere del bianco · d1 cavallo del nero · e1 cavallo del nero | f8 donna del bianco · h8 donna del nero · e7 pedone del nero · f7 alfiere del nero · e6 pedone del bianco · f6 pedone del nero · c5 pedone del bianco · e5 re del nero · f5 pedone del bianco · g5 alfiere del nero · h5 cavallo del bianco · b4 cavallo del bianco · c4 torre del bianco · g4 pedone del bianco · a2 re del bianco · d2 alfiere del bianco · d1 cavallo del nero · e1 cavallo del nero | f8 donna del bianco · h8 donna del nero · e7 pedone del nero · f7 alfiere del nero · e6 pedone del bianco · f6 pedone del nero · c5 pedone del bianco · e5 re del nero · f5 pedone del bianco · g5 alfiere del nero · h5 cavallo del bianco · b4 cavallo del bianco · c4 torre del bianco · g4 pedone del bianco · a2 re del bianco · d2 alfiere del bianco · d1 cavallo del nero · e1 cavallo del nero | f8 donna del bianco · h8 donna del nero · e7 pedone del nero · f7 alfiere del nero · e6 pedone del bianco · f6 pedone del nero · c5 pedone del bianco · e5 re del nero · f5 pedone del bianco · g5 alfiere del nero · h5 cavallo del bianco · b4 cavallo del bianco · c4 torre del bianco · g4 pedone del bianco · a2 re del bianco · d2 alfiere del bianco · d1 cavallo del nero · e1 cavallo del nero | f8 donna del bianco · h8 donna del nero · e7 pedone del nero · f7 alfiere del nero · e6 pedone del bianco · f6 pedone del nero · c5 pedone del bianco · e5 re del nero · f5 pedone del bianco · g5 alfiere del nero · h5 cavallo del bianco · b4 cavallo del bianco · c4 torre del bianco · g4 pedone del bianco · a2 re del bianco · d2 alfiere del bianco · d1 cavallo del nero · e1 cavallo del nero | f8 donna del bianco · h8 donna del nero · e7 pedone del nero · f7 alfiere del nero · e6 pedone del bianco · f6 pedone del nero · c5 pedone del bianco · e5 re del nero · f5 pedone del bianco · g5 alfiere del nero · h5 cavallo del bianco · b4 cavallo del bianco · c4 torre del bianco · g4 pedone del bianco · a2 re del bianco · d2 alfiere del bianco · d1 cavallo del nero · e1 cavallo del nero | f8 donna del bianco · h8 donna del nero · e7 pedone del nero · f7 alfiere del nero · e6 pedone del bianco · f6 pedone del nero · c5 pedone del bianco · e5 re del nero · f5 pedone del bianco · g5 alfiere del nero · h5 cavallo del bianco · b4 cavallo del bianco · c4 torre del bianco · g4 pedone del bianco · a2 re del bianco · d2 alfiere del bianco · d1 cavallo del nero · e1 cavallo del nero | 2 |
| 1 | f8 donna del bianco · h8 donna del nero · e7 pedone del nero · f7 alfiere del nero · e6 pedone del bianco · f6 pedone del nero · c5 pedone del bianco · e5 re del nero · f5 pedone del bianco · g5 alfiere del nero · h5 cavallo del bianco · b4 cavallo del bianco · c4 torre del bianco · g4 pedone del bianco · a2 re del bianco · d2 alfiere del bianco · d1 cavallo del nero · e1 cavallo del nero | f8 donna del bianco · h8 donna del nero · e7 pedone del nero · f7 alfiere del nero · e6 pedone del bianco · f6 pedone del nero · c5 pedone del bianco · e5 re del nero · f5 pedone del bianco · g5 alfiere del nero · h5 cavallo del bianco · b4 cavallo del bianco · c4 torre del bianco · g4 pedone del bianco · a2 re del bianco · d2 alfiere del bianco · d1 cavallo del nero · e1 cavallo del nero | f8 donna del bianco · h8 donna del nero · e7 pedone del nero · f7 alfiere del nero · e6 pedone del bianco · f6 pedone del nero · c5 pedone del bianco · e5 re del nero · f5 pedone del bianco · g5 alfiere del nero · h5 cavallo del bianco · b4 cavallo del bianco · c4 torre del bianco · g4 pedone del bianco · a2 re del bianco · d2 alfiere del bianco · d1 cavallo del nero · e1 cavallo del nero | f8 donna del bianco · h8 donna del nero · e7 pedone del nero · f7 alfiere del nero · e6 pedone del bianco · f6 pedone del nero · c5 pedone del bianco · e5 re del nero · f5 pedone del bianco · g5 alfiere del nero · h5 cavallo del bianco · b4 cavallo del bianco · c4 torre del bianco · g4 pedone del bianco · a2 re del bianco · d2 alfiere del bianco · d1 cavallo del nero · e1 cavallo del nero | f8 donna del bianco · h8 donna del nero · e7 pedone del nero · f7 alfiere del nero · e6 pedone del bianco · f6 pedone del nero · c5 pedone del bianco · e5 re del nero · f5 pedone del bianco · g5 alfiere del nero · h5 cavallo del bianco · b4 cavallo del bianco · c4 torre del bianco · g4 pedone del bianco · a2 re del bianco · d2 alfiere del bianco · d1 cavallo del nero · e1 cavallo del nero | f8 donna del bianco · h8 donna del nero · e7 pedone del nero · f7 alfiere del nero · e6 pedone del bianco · f6 pedone del nero · c5 pedone del bianco · e5 re del nero · f5 pedone del bianco · g5 alfiere del nero · h5 cavallo del bianco · b4 cavallo del bianco · c4 torre del bianco · g4 pedone del bianco · a2 re del bianco · d2 alfiere del bianco · d1 cavallo del nero · e1 cavallo del nero | f8 donna del bianco · h8 donna del nero · e7 pedone del nero · f7 alfiere del nero · e6 pedone del bianco · f6 pedone del nero · c5 pedone del bianco · e5 re del nero · f5 pedone del bianco · g5 alfiere del nero · h5 cavallo del bianco · b4 cavallo del bianco · c4 torre del bianco · g4 pedone del bianco · a2 re del bianco · d2 alfiere del bianco · d1 cavallo del nero · e1 cavallo del nero | f8 donna del bianco · h8 donna del nero · e7 pedone del nero · f7 alfiere del nero · e6 pedone del bianco · f6 pedone del nero · c5 pedone del bianco · e5 re del nero · f5 pedone del bianco · g5 alfiere del nero · h5 cavallo del bianco · b4 cavallo del bianco · c4 torre del bianco · g4 pedone del bianco · a2 re del bianco · d2 alfiere del bianco · d1 cavallo del nero · e1 cavallo del nero | 1 |
|   | a | b | c | d | e | f | g | h |   |

Soluzione:
Try: 1. Cg3?  (2. Te4#), ma 1... Axe6!

Try: 1. Cf4?  (2. Cc6#), ma 1... Ae8!
Chiave: 1. Cxf6   (2. Cd7#)
1. ...Axe6  2. Cc6#

1. ...Ae8  2. Te4#

1. ...Rf6  2. Dxh8#

1. ...Cc3+  2. Axc3#

1. ...Axf6  2. Af4#

1. ...Dxf6  2. Db8#

|   | a | b | c | d | e | f | g | h |   |
| 8 | h8 alfiere del nero · b7 cavallo del nero · c7 alfiere del bianco · d7 pedone del bianco · e7 re del nero · b6 torre del nero · d6 cavallo del nero · f6 torre del bianco · h6 torre del bianco · e5 cavallo del bianco · f5 alfiere del bianco · e4 pedone del nero · f4 cavallo del bianco · g4 re del bianco · g3 pedone del nero · d2 torre del nero · f1 donna del bianco | h8 alfiere del nero · b7 cavallo del nero · c7 alfiere del bianco · d7 pedone del bianco · e7 re del nero · b6 torre del nero · d6 cavallo del nero · f6 torre del bianco · h6 torre del bianco · e5 cavallo del bianco · f5 alfiere del bianco · e4 pedone del nero · f4 cavallo del bianco · g4 re del bianco · g3 pedone del nero · d2 torre del nero · f1 donna del bianco | h8 alfiere del nero · b7 cavallo del nero · c7 alfiere del bianco · d7 pedone del bianco · e7 re del nero · b6 torre del nero · d6 cavallo del nero · f6 torre del bianco · h6 torre del bianco · e5 cavallo del bianco · f5 alfiere del bianco · e4 pedone del nero · f4 cavallo del bianco · g4 re del bianco · g3 pedone del nero · d2 torre del nero · f1 donna del bianco | h8 alfiere del nero · b7 cavallo del nero · c7 alfiere del bianco · d7 pedone del bianco · e7 re del nero · b6 torre del nero · d6 cavallo del nero · f6 torre del bianco · h6 torre del bianco · e5 cavallo del bianco · f5 alfiere del bianco · e4 pedone del nero · f4 cavallo del bianco · g4 re del bianco · g3 pedone del nero · d2 torre del nero · f1 donna del bianco | h8 alfiere del nero · b7 cavallo del nero · c7 alfiere del bianco · d7 pedone del bianco · e7 re del nero · b6 torre del nero · d6 cavallo del nero · f6 torre del bianco · h6 torre del bianco · e5 cavallo del bianco · f5 alfiere del bianco · e4 pedone del nero · f4 cavallo del bianco · g4 re del bianco · g3 pedone del nero · d2 torre del nero · f1 donna del bianco | h8 alfiere del nero · b7 cavallo del nero · c7 alfiere del bianco · d7 pedone del bianco · e7 re del nero · b6 torre del nero · d6 cavallo del nero · f6 torre del bianco · h6 torre del bianco · e5 cavallo del bianco · f5 alfiere del bianco · e4 pedone del nero · f4 cavallo del bianco · g4 re del bianco · g3 pedone del nero · d2 torre del nero · f1 donna del bianco | h8 alfiere del nero · b7 cavallo del nero · c7 alfiere del bianco · d7 pedone del bianco · e7 re del nero · b6 torre del nero · d6 cavallo del nero · f6 torre del bianco · h6 torre del bianco · e5 cavallo del bianco · f5 alfiere del bianco · e4 pedone del nero · f4 cavallo del bianco · g4 re del bianco · g3 pedone del nero · d2 torre del nero · f1 donna del bianco | h8 alfiere del nero · b7 cavallo del nero · c7 alfiere del bianco · d7 pedone del bianco · e7 re del nero · b6 torre del nero · d6 cavallo del nero · f6 torre del bianco · h6 torre del bianco · e5 cavallo del bianco · f5 alfiere del bianco · e4 pedone del nero · f4 cavallo del bianco · g4 re del bianco · g3 pedone del nero · d2 torre del nero · f1 donna del bianco | 8 |
| 7 | h8 alfiere del nero · b7 cavallo del nero · c7 alfiere del bianco · d7 pedone del bianco · e7 re del nero · b6 torre del nero · d6 cavallo del nero · f6 torre del bianco · h6 torre del bianco · e5 cavallo del bianco · f5 alfiere del bianco · e4 pedone del nero · f4 cavallo del bianco · g4 re del bianco · g3 pedone del nero · d2 torre del nero · f1 donna del bianco | h8 alfiere del nero · b7 cavallo del nero · c7 alfiere del bianco · d7 pedone del bianco · e7 re del nero · b6 torre del nero · d6 cavallo del nero · f6 torre del bianco · h6 torre del bianco · e5 cavallo del bianco · f5 alfiere del bianco · e4 pedone del nero · f4 cavallo del bianco · g4 re del bianco · g3 pedone del nero · d2 torre del nero · f1 donna del bianco | h8 alfiere del nero · b7 cavallo del nero · c7 alfiere del bianco · d7 pedone del bianco · e7 re del nero · b6 torre del nero · d6 cavallo del nero · f6 torre del bianco · h6 torre del bianco · e5 cavallo del bianco · f5 alfiere del bianco · e4 pedone del nero · f4 cavallo del bianco · g4 re del bianco · g3 pedone del nero · d2 torre del nero · f1 donna del bianco | h8 alfiere del nero · b7 cavallo del nero · c7 alfiere del bianco · d7 pedone del bianco · e7 re del nero · b6 torre del nero · d6 cavallo del nero · f6 torre del bianco · h6 torre del bianco · e5 cavallo del bianco · f5 alfiere del bianco · e4 pedone del nero · f4 cavallo del bianco · g4 re del bianco · g3 pedone del nero · d2 torre del nero · f1 donna del bianco | h8 alfiere del nero · b7 cavallo del nero · c7 alfiere del bianco · d7 pedone del bianco · e7 re del nero · b6 torre del nero · d6 cavallo del nero · f6 torre del bianco · h6 torre del bianco · e5 cavallo del bianco · f5 alfiere del bianco · e4 pedone del nero · f4 cavallo del bianco · g4 re del bianco · g3 pedone del nero · d2 torre del nero · f1 donna del bianco | h8 alfiere del nero · b7 cavallo del nero · c7 alfiere del bianco · d7 pedone del bianco · e7 re del nero · b6 torre del nero · d6 cavallo del nero · f6 torre del bianco · h6 torre del bianco · e5 cavallo del bianco · f5 alfiere del bianco · e4 pedone del nero · f4 cavallo del bianco · g4 re del bianco · g3 pedone del nero · d2 torre del nero · f1 donna del bianco | h8 alfiere del nero · b7 cavallo del nero · c7 alfiere del bianco · d7 pedone del bianco · e7 re del nero · b6 torre del nero · d6 cavallo del nero · f6 torre del bianco · h6 torre del bianco · e5 cavallo del bianco · f5 alfiere del bianco · e4 pedone del nero · f4 cavallo del bianco · g4 re del bianco · g3 pedone del nero · d2 torre del nero · f1 donna del bianco | h8 alfiere del nero · b7 cavallo del nero · c7 alfiere del bianco · d7 pedone del bianco · e7 re del nero · b6 torre del nero · d6 cavallo del nero · f6 torre del bianco · h6 torre del bianco · e5 cavallo del bianco · f5 alfiere del bianco · e4 pedone del nero · f4 cavallo del bianco · g4 re del bianco · g3 pedone del nero · d2 torre del nero · f1 donna del bianco | 7 |
| 6 | h8 alfiere del nero · b7 cavallo del nero · c7 alfiere del bianco · d7 pedone del bianco · e7 re del nero · b6 torre del nero · d6 cavallo del nero · f6 torre del bianco · h6 torre del bianco · e5 cavallo del bianco · f5 alfiere del bianco · e4 pedone del nero · f4 cavallo del bianco · g4 re del bianco · g3 pedone del nero · d2 torre del nero · f1 donna del bianco | h8 alfiere del nero · b7 cavallo del nero · c7 alfiere del bianco · d7 pedone del bianco · e7 re del nero · b6 torre del nero · d6 cavallo del nero · f6 torre del bianco · h6 torre del bianco · e5 cavallo del bianco · f5 alfiere del bianco · e4 pedone del nero · f4 cavallo del bianco · g4 re del bianco · g3 pedone del nero · d2 torre del nero · f1 donna del bianco | h8 alfiere del nero · b7 cavallo del nero · c7 alfiere del bianco · d7 pedone del bianco · e7 re del nero · b6 torre del nero · d6 cavallo del nero · f6 torre del bianco · h6 torre del bianco · e5 cavallo del bianco · f5 alfiere del bianco · e4 pedone del nero · f4 cavallo del bianco · g4 re del bianco · g3 pedone del nero · d2 torre del nero · f1 donna del bianco | h8 alfiere del nero · b7 cavallo del nero · c7 alfiere del bianco · d7 pedone del bianco · e7 re del nero · b6 torre del nero · d6 cavallo del nero · f6 torre del bianco · h6 torre del bianco · e5 cavallo del bianco · f5 alfiere del bianco · e4 pedone del nero · f4 cavallo del bianco · g4 re del bianco · g3 pedone del nero · d2 torre del nero · f1 donna del bianco | h8 alfiere del nero · b7 cavallo del nero · c7 alfiere del bianco · d7 pedone del bianco · e7 re del nero · b6 torre del nero · d6 cavallo del nero · f6 torre del bianco · h6 torre del bianco · e5 cavallo del bianco · f5 alfiere del bianco · e4 pedone del nero · f4 cavallo del bianco · g4 re del bianco · g3 pedone del nero · d2 torre del nero · f1 donna del bianco | h8 alfiere del nero · b7 cavallo del nero · c7 alfiere del bianco · d7 pedone del bianco · e7 re del nero · b6 torre del nero · d6 cavallo del nero · f6 torre del bianco · h6 torre del bianco · e5 cavallo del bianco · f5 alfiere del bianco · e4 pedone del nero · f4 cavallo del bianco · g4 re del bianco · g3 pedone del nero · d2 torre del nero · f1 donna del bianco | h8 alfiere del nero · b7 cavallo del nero · c7 alfiere del bianco · d7 pedone del bianco · e7 re del nero · b6 torre del nero · d6 cavallo del nero · f6 torre del bianco · h6 torre del bianco · e5 cavallo del bianco · f5 alfiere del bianco · e4 pedone del nero · f4 cavallo del bianco · g4 re del bianco · g3 pedone del nero · d2 torre del nero · f1 donna del bianco | h8 alfiere del nero · b7 cavallo del nero · c7 alfiere del bianco · d7 pedone del bianco · e7 re del nero · b6 torre del nero · d6 cavallo del nero · f6 torre del bianco · h6 torre del bianco · e5 cavallo del bianco · f5 alfiere del bianco · e4 pedone del nero · f4 cavallo del bianco · g4 re del bianco · g3 pedone del nero · d2 torre del nero · f1 donna del bianco | 6 |
| 5 | h8 alfiere del nero · b7 cavallo del nero · c7 alfiere del bianco · d7 pedone del bianco · e7 re del nero · b6 torre del nero · d6 cavallo del nero · f6 torre del bianco · h6 torre del bianco · e5 cavallo del bianco · f5 alfiere del bianco · e4 pedone del nero · f4 cavallo del bianco · g4 re del bianco · g3 pedone del nero · d2 torre del nero · f1 donna del bianco | h8 alfiere del nero · b7 cavallo del nero · c7 alfiere del bianco · d7 pedone del bianco · e7 re del nero · b6 torre del nero · d6 cavallo del nero · f6 torre del bianco · h6 torre del bianco · e5 cavallo del bianco · f5 alfiere del bianco · e4 pedone del nero · f4 cavallo del bianco · g4 re del bianco · g3 pedone del nero · d2 torre del nero · f1 donna del bianco | h8 alfiere del nero · b7 cavallo del nero · c7 alfiere del bianco · d7 pedone del bianco · e7 re del nero · b6 torre del nero · d6 cavallo del nero · f6 torre del bianco · h6 torre del bianco · e5 cavallo del bianco · f5 alfiere del bianco · e4 pedone del nero · f4 cavallo del bianco · g4 re del bianco · g3 pedone del nero · d2 torre del nero · f1 donna del bianco | h8 alfiere del nero · b7 cavallo del nero · c7 alfiere del bianco · d7 pedone del bianco · e7 re del nero · b6 torre del nero · d6 cavallo del nero · f6 torre del bianco · h6 torre del bianco · e5 cavallo del bianco · f5 alfiere del bianco · e4 pedone del nero · f4 cavallo del bianco · g4 re del bianco · g3 pedone del nero · d2 torre del nero · f1 donna del bianco | h8 alfiere del nero · b7 cavallo del nero · c7 alfiere del bianco · d7 pedone del bianco · e7 re del nero · b6 torre del nero · d6 cavallo del nero · f6 torre del bianco · h6 torre del bianco · e5 cavallo del bianco · f5 alfiere del bianco · e4 pedone del nero · f4 cavallo del bianco · g4 re del bianco · g3 pedone del nero · d2 torre del nero · f1 donna del bianco | h8 alfiere del nero · b7 cavallo del nero · c7 alfiere del bianco · d7 pedone del bianco · e7 re del nero · b6 torre del nero · d6 cavallo del nero · f6 torre del bianco · h6 torre del bianco · e5 cavallo del bianco · f5 alfiere del bianco · e4 pedone del nero · f4 cavallo del bianco · g4 re del bianco · g3 pedone del nero · d2 torre del nero · f1 donna del bianco | h8 alfiere del nero · b7 cavallo del nero · c7 alfiere del bianco · d7 pedone del bianco · e7 re del nero · b6 torre del nero · d6 cavallo del nero · f6 torre del bianco · h6 torre del bianco · e5 cavallo del bianco · f5 alfiere del bianco · e4 pedone del nero · f4 cavallo del bianco · g4 re del bianco · g3 pedone del nero · d2 torre del nero · f1 donna del bianco | h8 alfiere del nero · b7 cavallo del nero · c7 alfiere del bianco · d7 pedone del bianco · e7 re del nero · b6 torre del nero · d6 cavallo del nero · f6 torre del bianco · h6 torre del bianco · e5 cavallo del bianco · f5 alfiere del bianco · e4 pedone del nero · f4 cavallo del bianco · g4 re del bianco · g3 pedone del nero · d2 torre del nero · f1 donna del bianco | 5 |
| 4 | h8 alfiere del nero · b7 cavallo del nero · c7 alfiere del bianco · d7 pedone del bianco · e7 re del nero · b6 torre del nero · d6 cavallo del nero · f6 torre del bianco · h6 torre del bianco · e5 cavallo del bianco · f5 alfiere del bianco · e4 pedone del nero · f4 cavallo del bianco · g4 re del bianco · g3 pedone del nero · d2 torre del nero · f1 donna del bianco | h8 alfiere del nero · b7 cavallo del nero · c7 alfiere del bianco · d7 pedone del bianco · e7 re del nero · b6 torre del nero · d6 cavallo del nero · f6 torre del bianco · h6 torre del bianco · e5 cavallo del bianco · f5 alfiere del bianco · e4 pedone del nero · f4 cavallo del bianco · g4 re del bianco · g3 pedone del nero · d2 torre del nero · f1 donna del bianco | h8 alfiere del nero · b7 cavallo del nero · c7 alfiere del bianco · d7 pedone del bianco · e7 re del nero · b6 torre del nero · d6 cavallo del nero · f6 torre del bianco · h6 torre del bianco · e5 cavallo del bianco · f5 alfiere del bianco · e4 pedone del nero · f4 cavallo del bianco · g4 re del bianco · g3 pedone del nero · d2 torre del nero · f1 donna del bianco | h8 alfiere del nero · b7 cavallo del nero · c7 alfiere del bianco · d7 pedone del bianco · e7 re del nero · b6 torre del nero · d6 cavallo del nero · f6 torre del bianco · h6 torre del bianco · e5 cavallo del bianco · f5 alfiere del bianco · e4 pedone del nero · f4 cavallo del bianco · g4 re del bianco · g3 pedone del nero · d2 torre del nero · f1 donna del bianco | h8 alfiere del nero · b7 cavallo del nero · c7 alfiere del bianco · d7 pedone del bianco · e7 re del nero · b6 torre del nero · d6 cavallo del nero · f6 torre del bianco · h6 torre del bianco · e5 cavallo del bianco · f5 alfiere del bianco · e4 pedone del nero · f4 cavallo del bianco · g4 re del bianco · g3 pedone del nero · d2 torre del nero · f1 donna del bianco | h8 alfiere del nero · b7 cavallo del nero · c7 alfiere del bianco · d7 pedone del bianco · e7 re del nero · b6 torre del nero · d6 cavallo del nero · f6 torre del bianco · h6 torre del bianco · e5 cavallo del bianco · f5 alfiere del bianco · e4 pedone del nero · f4 cavallo del bianco · g4 re del bianco · g3 pedone del nero · d2 torre del nero · f1 donna del bianco | h8 alfiere del nero · b7 cavallo del nero · c7 alfiere del bianco · d7 pedone del bianco · e7 re del nero · b6 torre del nero · d6 cavallo del nero · f6 torre del bianco · h6 torre del bianco · e5 cavallo del bianco · f5 alfiere del bianco · e4 pedone del nero · f4 cavallo del bianco · g4 re del bianco · g3 pedone del nero · d2 torre del nero · f1 donna del bianco | h8 alfiere del nero · b7 cavallo del nero · c7 alfiere del bianco · d7 pedone del bianco · e7 re del nero · b6 torre del nero · d6 cavallo del nero · f6 torre del bianco · h6 torre del bianco · e5 cavallo del bianco · f5 alfiere del bianco · e4 pedone del nero · f4 cavallo del bianco · g4 re del bianco · g3 pedone del nero · d2 torre del nero · f1 donna del bianco | 4 |
| 3 | h8 alfiere del nero · b7 cavallo del nero · c7 alfiere del bianco · d7 pedone del bianco · e7 re del nero · b6 torre del nero · d6 cavallo del nero · f6 torre del bianco · h6 torre del bianco · e5 cavallo del bianco · f5 alfiere del bianco · e4 pedone del nero · f4 cavallo del bianco · g4 re del bianco · g3 pedone del nero · d2 torre del nero · f1 donna del bianco | h8 alfiere del nero · b7 cavallo del nero · c7 alfiere del bianco · d7 pedone del bianco · e7 re del nero · b6 torre del nero · d6 cavallo del nero · f6 torre del bianco · h6 torre del bianco · e5 cavallo del bianco · f5 alfiere del bianco · e4 pedone del nero · f4 cavallo del bianco · g4 re del bianco · g3 pedone del nero · d2 torre del nero · f1 donna del bianco | h8 alfiere del nero · b7 cavallo del nero · c7 alfiere del bianco · d7 pedone del bianco · e7 re del nero · b6 torre del nero · d6 cavallo del nero · f6 torre del bianco · h6 torre del bianco · e5 cavallo del bianco · f5 alfiere del bianco · e4 pedone del nero · f4 cavallo del bianco · g4 re del bianco · g3 pedone del nero · d2 torre del nero · f1 donna del bianco | h8 alfiere del nero · b7 cavallo del nero · c7 alfiere del bianco · d7 pedone del bianco · e7 re del nero · b6 torre del nero · d6 cavallo del nero · f6 torre del bianco · h6 torre del bianco · e5 cavallo del bianco · f5 alfiere del bianco · e4 pedone del nero · f4 cavallo del bianco · g4 re del bianco · g3 pedone del nero · d2 torre del nero · f1 donna del bianco | h8 alfiere del nero · b7 cavallo del nero · c7 alfiere del bianco · d7 pedone del bianco · e7 re del nero · b6 torre del nero · d6 cavallo del nero · f6 torre del bianco · h6 torre del bianco · e5 cavallo del bianco · f5 alfiere del bianco · e4 pedone del nero · f4 cavallo del bianco · g4 re del bianco · g3 pedone del nero · d2 torre del nero · f1 donna del bianco | h8 alfiere del nero · b7 cavallo del nero · c7 alfiere del bianco · d7 pedone del bianco · e7 re del nero · b6 torre del nero · d6 cavallo del nero · f6 torre del bianco · h6 torre del bianco · e5 cavallo del bianco · f5 alfiere del bianco · e4 pedone del nero · f4 cavallo del bianco · g4 re del bianco · g3 pedone del nero · d2 torre del nero · f1 donna del bianco | h8 alfiere del nero · b7 cavallo del nero · c7 alfiere del bianco · d7 pedone del bianco · e7 re del nero · b6 torre del nero · d6 cavallo del nero · f6 torre del bianco · h6 torre del bianco · e5 cavallo del bianco · f5 alfiere del bianco · e4 pedone del nero · f4 cavallo del bianco · g4 re del bianco · g3 pedone del nero · d2 torre del nero · f1 donna del bianco | h8 alfiere del nero · b7 cavallo del nero · c7 alfiere del bianco · d7 pedone del bianco · e7 re del nero · b6 torre del nero · d6 cavallo del nero · f6 torre del bianco · h6 torre del bianco · e5 cavallo del bianco · f5 alfiere del bianco · e4 pedone del nero · f4 cavallo del bianco · g4 re del bianco · g3 pedone del nero · d2 torre del nero · f1 donna del bianco | 3 |
| 2 | h8 alfiere del nero · b7 cavallo del nero · c7 alfiere del bianco · d7 pedone del bianco · e7 re del nero · b6 torre del nero · d6 cavallo del nero · f6 torre del bianco · h6 torre del bianco · e5 cavallo del bianco · f5 alfiere del bianco · e4 pedone del nero · f4 cavallo del bianco · g4 re del bianco · g3 pedone del nero · d2 torre del nero · f1 donna del bianco | h8 alfiere del nero · b7 cavallo del nero · c7 alfiere del bianco · d7 pedone del bianco · e7 re del nero · b6 torre del nero · d6 cavallo del nero · f6 torre del bianco · h6 torre del bianco · e5 cavallo del bianco · f5 alfiere del bianco · e4 pedone del nero · f4 cavallo del bianco · g4 re del bianco · g3 pedone del nero · d2 torre del nero · f1 donna del bianco | h8 alfiere del nero · b7 cavallo del nero · c7 alfiere del bianco · d7 pedone del bianco · e7 re del nero · b6 torre del nero · d6 cavallo del nero · f6 torre del bianco · h6 torre del bianco · e5 cavallo del bianco · f5 alfiere del bianco · e4 pedone del nero · f4 cavallo del bianco · g4 re del bianco · g3 pedone del nero · d2 torre del nero · f1 donna del bianco | h8 alfiere del nero · b7 cavallo del nero · c7 alfiere del bianco · d7 pedone del bianco · e7 re del nero · b6 torre del nero · d6 cavallo del nero · f6 torre del bianco · h6 torre del bianco · e5 cavallo del bianco · f5 alfiere del bianco · e4 pedone del nero · f4 cavallo del bianco · g4 re del bianco · g3 pedone del nero · d2 torre del nero · f1 donna del bianco | h8 alfiere del nero · b7 cavallo del nero · c7 alfiere del bianco · d7 pedone del bianco · e7 re del nero · b6 torre del nero · d6 cavallo del nero · f6 torre del bianco · h6 torre del bianco · e5 cavallo del bianco · f5 alfiere del bianco · e4 pedone del nero · f4 cavallo del bianco · g4 re del bianco · g3 pedone del nero · d2 torre del nero · f1 donna del bianco | h8 alfiere del nero · b7 cavallo del nero · c7 alfiere del bianco · d7 pedone del bianco · e7 re del nero · b6 torre del nero · d6 cavallo del nero · f6 torre del bianco · h6 torre del bianco · e5 cavallo del bianco · f5 alfiere del bianco · e4 pedone del nero · f4 cavallo del bianco · g4 re del bianco · g3 pedone del nero · d2 torre del nero · f1 donna del bianco | h8 alfiere del nero · b7 cavallo del nero · c7 alfiere del bianco · d7 pedone del bianco · e7 re del nero · b6 torre del nero · d6 cavallo del nero · f6 torre del bianco · h6 torre del bianco · e5 cavallo del bianco · f5 alfiere del bianco · e4 pedone del nero · f4 cavallo del bianco · g4 re del bianco · g3 pedone del nero · d2 torre del nero · f1 donna del bianco | h8 alfiere del nero · b7 cavallo del nero · c7 alfiere del bianco · d7 pedone del bianco · e7 re del nero · b6 torre del nero · d6 cavallo del nero · f6 torre del bianco · h6 torre del bianco · e5 cavallo del bianco · f5 alfiere del bianco · e4 pedone del nero · f4 cavallo del bianco · g4 re del bianco · g3 pedone del nero · d2 torre del nero · f1 donna del bianco | 2 |
| 1 | h8 alfiere del nero · b7 cavallo del nero · c7 alfiere del bianco · d7 pedone del bianco · e7 re del nero · b6 torre del nero · d6 cavallo del nero · f6 torre del bianco · h6 torre del bianco · e5 cavallo del bianco · f5 alfiere del bianco · e4 pedone del nero · f4 cavallo del bianco · g4 re del bianco · g3 pedone del nero · d2 torre del nero · f1 donna del bianco | h8 alfiere del nero · b7 cavallo del nero · c7 alfiere del bianco · d7 pedone del bianco · e7 re del nero · b6 torre del nero · d6 cavallo del nero · f6 torre del bianco · h6 torre del bianco · e5 cavallo del bianco · f5 alfiere del bianco · e4 pedone del nero · f4 cavallo del bianco · g4 re del bianco · g3 pedone del nero · d2 torre del nero · f1 donna del bianco | h8 alfiere del nero · b7 cavallo del nero · c7 alfiere del bianco · d7 pedone del bianco · e7 re del nero · b6 torre del nero · d6 cavallo del nero · f6 torre del bianco · h6 torre del bianco · e5 cavallo del bianco · f5 alfiere del bianco · e4 pedone del nero · f4 cavallo del bianco · g4 re del bianco · g3 pedone del nero · d2 torre del nero · f1 donna del bianco | h8 alfiere del nero · b7 cavallo del nero · c7 alfiere del bianco · d7 pedone del bianco · e7 re del nero · b6 torre del nero · d6 cavallo del nero · f6 torre del bianco · h6 torre del bianco · e5 cavallo del bianco · f5 alfiere del bianco · e4 pedone del nero · f4 cavallo del bianco · g4 re del bianco · g3 pedone del nero · d2 torre del nero · f1 donna del bianco | h8 alfiere del nero · b7 cavallo del nero · c7 alfiere del bianco · d7 pedone del bianco · e7 re del nero · b6 torre del nero · d6 cavallo del nero · f6 torre del bianco · h6 torre del bianco · e5 cavallo del bianco · f5 alfiere del bianco · e4 pedone del nero · f4 cavallo del bianco · g4 re del bianco · g3 pedone del nero · d2 torre del nero · f1 donna del bianco | h8 alfiere del nero · b7 cavallo del nero · c7 alfiere del bianco · d7 pedone del bianco · e7 re del nero · b6 torre del nero · d6 cavallo del nero · f6 torre del bianco · h6 torre del bianco · e5 cavallo del bianco · f5 alfiere del bianco · e4 pedone del nero · f4 cavallo del bianco · g4 re del bianco · g3 pedone del nero · d2 torre del nero · f1 donna del bianco | h8 alfiere del nero · b7 cavallo del nero · c7 alfiere del bianco · d7 pedone del bianco · e7 re del nero · b6 torre del nero · d6 cavallo del nero · f6 torre del bianco · h6 torre del bianco · e5 cavallo del bianco · f5 alfiere del bianco · e4 pedone del nero · f4 cavallo del bianco · g4 re del bianco · g3 pedone del nero · d2 torre del nero · f1 donna del bianco | h8 alfiere del nero · b7 cavallo del nero · c7 alfiere del bianco · d7 pedone del bianco · e7 re del nero · b6 torre del nero · d6 cavallo del nero · f6 torre del bianco · h6 torre del bianco · e5 cavallo del bianco · f5 alfiere del bianco · e4 pedone del nero · f4 cavallo del bianco · g4 re del bianco · g3 pedone del nero · d2 torre del nero · f1 donna del bianco | 1 |
|   | a | b | c | d | e | f | g | h |   |

Soluzione:
1. Dc4?! ...Cd8! – 1. Da1?! ...Td4!
Chiave: 1. Ae6 !  (2. Cfg6#)

1. ...Tf2  2. Cd5#

1. ...Axf6  2. Ceg6#

|   | a | b | c | d | e | f | g | h |   |
| 8 | d8 re del bianco · e8 torre del bianco · f8 alfiere del bianco · b7 pedone del nero · b6 pedone del bianco · c6 pedone del bianco · e6 pedone del nero · f6 pedone del nero · e5 pedone del nero · h5 torre del bianco · e4 re del nero · b3 pedone del bianco · e3 pedone del bianco · f3 pedone del nero · d2 donna del bianco · b1 alfiere del nero · g1 cavallo del bianco | d8 re del bianco · e8 torre del bianco · f8 alfiere del bianco · b7 pedone del nero · b6 pedone del bianco · c6 pedone del bianco · e6 pedone del nero · f6 pedone del nero · e5 pedone del nero · h5 torre del bianco · e4 re del nero · b3 pedone del bianco · e3 pedone del bianco · f3 pedone del nero · d2 donna del bianco · b1 alfiere del nero · g1 cavallo del bianco | d8 re del bianco · e8 torre del bianco · f8 alfiere del bianco · b7 pedone del nero · b6 pedone del bianco · c6 pedone del bianco · e6 pedone del nero · f6 pedone del nero · e5 pedone del nero · h5 torre del bianco · e4 re del nero · b3 pedone del bianco · e3 pedone del bianco · f3 pedone del nero · d2 donna del bianco · b1 alfiere del nero · g1 cavallo del bianco | d8 re del bianco · e8 torre del bianco · f8 alfiere del bianco · b7 pedone del nero · b6 pedone del bianco · c6 pedone del bianco · e6 pedone del nero · f6 pedone del nero · e5 pedone del nero · h5 torre del bianco · e4 re del nero · b3 pedone del bianco · e3 pedone del bianco · f3 pedone del nero · d2 donna del bianco · b1 alfiere del nero · g1 cavallo del bianco | d8 re del bianco · e8 torre del bianco · f8 alfiere del bianco · b7 pedone del nero · b6 pedone del bianco · c6 pedone del bianco · e6 pedone del nero · f6 pedone del nero · e5 pedone del nero · h5 torre del bianco · e4 re del nero · b3 pedone del bianco · e3 pedone del bianco · f3 pedone del nero · d2 donna del bianco · b1 alfiere del nero · g1 cavallo del bianco | d8 re del bianco · e8 torre del bianco · f8 alfiere del bianco · b7 pedone del nero · b6 pedone del bianco · c6 pedone del bianco · e6 pedone del nero · f6 pedone del nero · e5 pedone del nero · h5 torre del bianco · e4 re del nero · b3 pedone del bianco · e3 pedone del bianco · f3 pedone del nero · d2 donna del bianco · b1 alfiere del nero · g1 cavallo del bianco | d8 re del bianco · e8 torre del bianco · f8 alfiere del bianco · b7 pedone del nero · b6 pedone del bianco · c6 pedone del bianco · e6 pedone del nero · f6 pedone del nero · e5 pedone del nero · h5 torre del bianco · e4 re del nero · b3 pedone del bianco · e3 pedone del bianco · f3 pedone del nero · d2 donna del bianco · b1 alfiere del nero · g1 cavallo del bianco | d8 re del bianco · e8 torre del bianco · f8 alfiere del bianco · b7 pedone del nero · b6 pedone del bianco · c6 pedone del bianco · e6 pedone del nero · f6 pedone del nero · e5 pedone del nero · h5 torre del bianco · e4 re del nero · b3 pedone del bianco · e3 pedone del bianco · f3 pedone del nero · d2 donna del bianco · b1 alfiere del nero · g1 cavallo del bianco | 8 |
| 7 | d8 re del bianco · e8 torre del bianco · f8 alfiere del bianco · b7 pedone del nero · b6 pedone del bianco · c6 pedone del bianco · e6 pedone del nero · f6 pedone del nero · e5 pedone del nero · h5 torre del bianco · e4 re del nero · b3 pedone del bianco · e3 pedone del bianco · f3 pedone del nero · d2 donna del bianco · b1 alfiere del nero · g1 cavallo del bianco | d8 re del bianco · e8 torre del bianco · f8 alfiere del bianco · b7 pedone del nero · b6 pedone del bianco · c6 pedone del bianco · e6 pedone del nero · f6 pedone del nero · e5 pedone del nero · h5 torre del bianco · e4 re del nero · b3 pedone del bianco · e3 pedone del bianco · f3 pedone del nero · d2 donna del bianco · b1 alfiere del nero · g1 cavallo del bianco | d8 re del bianco · e8 torre del bianco · f8 alfiere del bianco · b7 pedone del nero · b6 pedone del bianco · c6 pedone del bianco · e6 pedone del nero · f6 pedone del nero · e5 pedone del nero · h5 torre del bianco · e4 re del nero · b3 pedone del bianco · e3 pedone del bianco · f3 pedone del nero · d2 donna del bianco · b1 alfiere del nero · g1 cavallo del bianco | d8 re del bianco · e8 torre del bianco · f8 alfiere del bianco · b7 pedone del nero · b6 pedone del bianco · c6 pedone del bianco · e6 pedone del nero · f6 pedone del nero · e5 pedone del nero · h5 torre del bianco · e4 re del nero · b3 pedone del bianco · e3 pedone del bianco · f3 pedone del nero · d2 donna del bianco · b1 alfiere del nero · g1 cavallo del bianco | d8 re del bianco · e8 torre del bianco · f8 alfiere del bianco · b7 pedone del nero · b6 pedone del bianco · c6 pedone del bianco · e6 pedone del nero · f6 pedone del nero · e5 pedone del nero · h5 torre del bianco · e4 re del nero · b3 pedone del bianco · e3 pedone del bianco · f3 pedone del nero · d2 donna del bianco · b1 alfiere del nero · g1 cavallo del bianco | d8 re del bianco · e8 torre del bianco · f8 alfiere del bianco · b7 pedone del nero · b6 pedone del bianco · c6 pedone del bianco · e6 pedone del nero · f6 pedone del nero · e5 pedone del nero · h5 torre del bianco · e4 re del nero · b3 pedone del bianco · e3 pedone del bianco · f3 pedone del nero · d2 donna del bianco · b1 alfiere del nero · g1 cavallo del bianco | d8 re del bianco · e8 torre del bianco · f8 alfiere del bianco · b7 pedone del nero · b6 pedone del bianco · c6 pedone del bianco · e6 pedone del nero · f6 pedone del nero · e5 pedone del nero · h5 torre del bianco · e4 re del nero · b3 pedone del bianco · e3 pedone del bianco · f3 pedone del nero · d2 donna del bianco · b1 alfiere del nero · g1 cavallo del bianco | d8 re del bianco · e8 torre del bianco · f8 alfiere del bianco · b7 pedone del nero · b6 pedone del bianco · c6 pedone del bianco · e6 pedone del nero · f6 pedone del nero · e5 pedone del nero · h5 torre del bianco · e4 re del nero · b3 pedone del bianco · e3 pedone del bianco · f3 pedone del nero · d2 donna del bianco · b1 alfiere del nero · g1 cavallo del bianco | 7 |
| 6 | d8 re del bianco · e8 torre del bianco · f8 alfiere del bianco · b7 pedone del nero · b6 pedone del bianco · c6 pedone del bianco · e6 pedone del nero · f6 pedone del nero · e5 pedone del nero · h5 torre del bianco · e4 re del nero · b3 pedone del bianco · e3 pedone del bianco · f3 pedone del nero · d2 donna del bianco · b1 alfiere del nero · g1 cavallo del bianco | d8 re del bianco · e8 torre del bianco · f8 alfiere del bianco · b7 pedone del nero · b6 pedone del bianco · c6 pedone del bianco · e6 pedone del nero · f6 pedone del nero · e5 pedone del nero · h5 torre del bianco · e4 re del nero · b3 pedone del bianco · e3 pedone del bianco · f3 pedone del nero · d2 donna del bianco · b1 alfiere del nero · g1 cavallo del bianco | d8 re del bianco · e8 torre del bianco · f8 alfiere del bianco · b7 pedone del nero · b6 pedone del bianco · c6 pedone del bianco · e6 pedone del nero · f6 pedone del nero · e5 pedone del nero · h5 torre del bianco · e4 re del nero · b3 pedone del bianco · e3 pedone del bianco · f3 pedone del nero · d2 donna del bianco · b1 alfiere del nero · g1 cavallo del bianco | d8 re del bianco · e8 torre del bianco · f8 alfiere del bianco · b7 pedone del nero · b6 pedone del bianco · c6 pedone del bianco · e6 pedone del nero · f6 pedone del nero · e5 pedone del nero · h5 torre del bianco · e4 re del nero · b3 pedone del bianco · e3 pedone del bianco · f3 pedone del nero · d2 donna del bianco · b1 alfiere del nero · g1 cavallo del bianco | d8 re del bianco · e8 torre del bianco · f8 alfiere del bianco · b7 pedone del nero · b6 pedone del bianco · c6 pedone del bianco · e6 pedone del nero · f6 pedone del nero · e5 pedone del nero · h5 torre del bianco · e4 re del nero · b3 pedone del bianco · e3 pedone del bianco · f3 pedone del nero · d2 donna del bianco · b1 alfiere del nero · g1 cavallo del bianco | d8 re del bianco · e8 torre del bianco · f8 alfiere del bianco · b7 pedone del nero · b6 pedone del bianco · c6 pedone del bianco · e6 pedone del nero · f6 pedone del nero · e5 pedone del nero · h5 torre del bianco · e4 re del nero · b3 pedone del bianco · e3 pedone del bianco · f3 pedone del nero · d2 donna del bianco · b1 alfiere del nero · g1 cavallo del bianco | d8 re del bianco · e8 torre del bianco · f8 alfiere del bianco · b7 pedone del nero · b6 pedone del bianco · c6 pedone del bianco · e6 pedone del nero · f6 pedone del nero · e5 pedone del nero · h5 torre del bianco · e4 re del nero · b3 pedone del bianco · e3 pedone del bianco · f3 pedone del nero · d2 donna del bianco · b1 alfiere del nero · g1 cavallo del bianco | d8 re del bianco · e8 torre del bianco · f8 alfiere del bianco · b7 pedone del nero · b6 pedone del bianco · c6 pedone del bianco · e6 pedone del nero · f6 pedone del nero · e5 pedone del nero · h5 torre del bianco · e4 re del nero · b3 pedone del bianco · e3 pedone del bianco · f3 pedone del nero · d2 donna del bianco · b1 alfiere del nero · g1 cavallo del bianco | 6 |
| 5 | d8 re del bianco · e8 torre del bianco · f8 alfiere del bianco · b7 pedone del nero · b6 pedone del bianco · c6 pedone del bianco · e6 pedone del nero · f6 pedone del nero · e5 pedone del nero · h5 torre del bianco · e4 re del nero · b3 pedone del bianco · e3 pedone del bianco · f3 pedone del nero · d2 donna del bianco · b1 alfiere del nero · g1 cavallo del bianco | d8 re del bianco · e8 torre del bianco · f8 alfiere del bianco · b7 pedone del nero · b6 pedone del bianco · c6 pedone del bianco · e6 pedone del nero · f6 pedone del nero · e5 pedone del nero · h5 torre del bianco · e4 re del nero · b3 pedone del bianco · e3 pedone del bianco · f3 pedone del nero · d2 donna del bianco · b1 alfiere del nero · g1 cavallo del bianco | d8 re del bianco · e8 torre del bianco · f8 alfiere del bianco · b7 pedone del nero · b6 pedone del bianco · c6 pedone del bianco · e6 pedone del nero · f6 pedone del nero · e5 pedone del nero · h5 torre del bianco · e4 re del nero · b3 pedone del bianco · e3 pedone del bianco · f3 pedone del nero · d2 donna del bianco · b1 alfiere del nero · g1 cavallo del bianco | d8 re del bianco · e8 torre del bianco · f8 alfiere del bianco · b7 pedone del nero · b6 pedone del bianco · c6 pedone del bianco · e6 pedone del nero · f6 pedone del nero · e5 pedone del nero · h5 torre del bianco · e4 re del nero · b3 pedone del bianco · e3 pedone del bianco · f3 pedone del nero · d2 donna del bianco · b1 alfiere del nero · g1 cavallo del bianco | d8 re del bianco · e8 torre del bianco · f8 alfiere del bianco · b7 pedone del nero · b6 pedone del bianco · c6 pedone del bianco · e6 pedone del nero · f6 pedone del nero · e5 pedone del nero · h5 torre del bianco · e4 re del nero · b3 pedone del bianco · e3 pedone del bianco · f3 pedone del nero · d2 donna del bianco · b1 alfiere del nero · g1 cavallo del bianco | d8 re del bianco · e8 torre del bianco · f8 alfiere del bianco · b7 pedone del nero · b6 pedone del bianco · c6 pedone del bianco · e6 pedone del nero · f6 pedone del nero · e5 pedone del nero · h5 torre del bianco · e4 re del nero · b3 pedone del bianco · e3 pedone del bianco · f3 pedone del nero · d2 donna del bianco · b1 alfiere del nero · g1 cavallo del bianco | d8 re del bianco · e8 torre del bianco · f8 alfiere del bianco · b7 pedone del nero · b6 pedone del bianco · c6 pedone del bianco · e6 pedone del nero · f6 pedone del nero · e5 pedone del nero · h5 torre del bianco · e4 re del nero · b3 pedone del bianco · e3 pedone del bianco · f3 pedone del nero · d2 donna del bianco · b1 alfiere del nero · g1 cavallo del bianco | d8 re del bianco · e8 torre del bianco · f8 alfiere del bianco · b7 pedone del nero · b6 pedone del bianco · c6 pedone del bianco · e6 pedone del nero · f6 pedone del nero · e5 pedone del nero · h5 torre del bianco · e4 re del nero · b3 pedone del bianco · e3 pedone del bianco · f3 pedone del nero · d2 donna del bianco · b1 alfiere del nero · g1 cavallo del bianco | 5 |
| 4 | d8 re del bianco · e8 torre del bianco · f8 alfiere del bianco · b7 pedone del nero · b6 pedone del bianco · c6 pedone del bianco · e6 pedone del nero · f6 pedone del nero · e5 pedone del nero · h5 torre del bianco · e4 re del nero · b3 pedone del bianco · e3 pedone del bianco · f3 pedone del nero · d2 donna del bianco · b1 alfiere del nero · g1 cavallo del bianco | d8 re del bianco · e8 torre del bianco · f8 alfiere del bianco · b7 pedone del nero · b6 pedone del bianco · c6 pedone del bianco · e6 pedone del nero · f6 pedone del nero · e5 pedone del nero · h5 torre del bianco · e4 re del nero · b3 pedone del bianco · e3 pedone del bianco · f3 pedone del nero · d2 donna del bianco · b1 alfiere del nero · g1 cavallo del bianco | d8 re del bianco · e8 torre del bianco · f8 alfiere del bianco · b7 pedone del nero · b6 pedone del bianco · c6 pedone del bianco · e6 pedone del nero · f6 pedone del nero · e5 pedone del nero · h5 torre del bianco · e4 re del nero · b3 pedone del bianco · e3 pedone del bianco · f3 pedone del nero · d2 donna del bianco · b1 alfiere del nero · g1 cavallo del bianco | d8 re del bianco · e8 torre del bianco · f8 alfiere del bianco · b7 pedone del nero · b6 pedone del bianco · c6 pedone del bianco · e6 pedone del nero · f6 pedone del nero · e5 pedone del nero · h5 torre del bianco · e4 re del nero · b3 pedone del bianco · e3 pedone del bianco · f3 pedone del nero · d2 donna del bianco · b1 alfiere del nero · g1 cavallo del bianco | d8 re del bianco · e8 torre del bianco · f8 alfiere del bianco · b7 pedone del nero · b6 pedone del bianco · c6 pedone del bianco · e6 pedone del nero · f6 pedone del nero · e5 pedone del nero · h5 torre del bianco · e4 re del nero · b3 pedone del bianco · e3 pedone del bianco · f3 pedone del nero · d2 donna del bianco · b1 alfiere del nero · g1 cavallo del bianco | d8 re del bianco · e8 torre del bianco · f8 alfiere del bianco · b7 pedone del nero · b6 pedone del bianco · c6 pedone del bianco · e6 pedone del nero · f6 pedone del nero · e5 pedone del nero · h5 torre del bianco · e4 re del nero · b3 pedone del bianco · e3 pedone del bianco · f3 pedone del nero · d2 donna del bianco · b1 alfiere del nero · g1 cavallo del bianco | d8 re del bianco · e8 torre del bianco · f8 alfiere del bianco · b7 pedone del nero · b6 pedone del bianco · c6 pedone del bianco · e6 pedone del nero · f6 pedone del nero · e5 pedone del nero · h5 torre del bianco · e4 re del nero · b3 pedone del bianco · e3 pedone del bianco · f3 pedone del nero · d2 donna del bianco · b1 alfiere del nero · g1 cavallo del bianco | d8 re del bianco · e8 torre del bianco · f8 alfiere del bianco · b7 pedone del nero · b6 pedone del bianco · c6 pedone del bianco · e6 pedone del nero · f6 pedone del nero · e5 pedone del nero · h5 torre del bianco · e4 re del nero · b3 pedone del bianco · e3 pedone del bianco · f3 pedone del nero · d2 donna del bianco · b1 alfiere del nero · g1 cavallo del bianco | 4 |
| 3 | d8 re del bianco · e8 torre del bianco · f8 alfiere del bianco · b7 pedone del nero · b6 pedone del bianco · c6 pedone del bianco · e6 pedone del nero · f6 pedone del nero · e5 pedone del nero · h5 torre del bianco · e4 re del nero · b3 pedone del bianco · e3 pedone del bianco · f3 pedone del nero · d2 donna del bianco · b1 alfiere del nero · g1 cavallo del bianco | d8 re del bianco · e8 torre del bianco · f8 alfiere del bianco · b7 pedone del nero · b6 pedone del bianco · c6 pedone del bianco · e6 pedone del nero · f6 pedone del nero · e5 pedone del nero · h5 torre del bianco · e4 re del nero · b3 pedone del bianco · e3 pedone del bianco · f3 pedone del nero · d2 donna del bianco · b1 alfiere del nero · g1 cavallo del bianco | d8 re del bianco · e8 torre del bianco · f8 alfiere del bianco · b7 pedone del nero · b6 pedone del bianco · c6 pedone del bianco · e6 pedone del nero · f6 pedone del nero · e5 pedone del nero · h5 torre del bianco · e4 re del nero · b3 pedone del bianco · e3 pedone del bianco · f3 pedone del nero · d2 donna del bianco · b1 alfiere del nero · g1 cavallo del bianco | d8 re del bianco · e8 torre del bianco · f8 alfiere del bianco · b7 pedone del nero · b6 pedone del bianco · c6 pedone del bianco · e6 pedone del nero · f6 pedone del nero · e5 pedone del nero · h5 torre del bianco · e4 re del nero · b3 pedone del bianco · e3 pedone del bianco · f3 pedone del nero · d2 donna del bianco · b1 alfiere del nero · g1 cavallo del bianco | d8 re del bianco · e8 torre del bianco · f8 alfiere del bianco · b7 pedone del nero · b6 pedone del bianco · c6 pedone del bianco · e6 pedone del nero · f6 pedone del nero · e5 pedone del nero · h5 torre del bianco · e4 re del nero · b3 pedone del bianco · e3 pedone del bianco · f3 pedone del nero · d2 donna del bianco · b1 alfiere del nero · g1 cavallo del bianco | d8 re del bianco · e8 torre del bianco · f8 alfiere del bianco · b7 pedone del nero · b6 pedone del bianco · c6 pedone del bianco · e6 pedone del nero · f6 pedone del nero · e5 pedone del nero · h5 torre del bianco · e4 re del nero · b3 pedone del bianco · e3 pedone del bianco · f3 pedone del nero · d2 donna del bianco · b1 alfiere del nero · g1 cavallo del bianco | d8 re del bianco · e8 torre del bianco · f8 alfiere del bianco · b7 pedone del nero · b6 pedone del bianco · c6 pedone del bianco · e6 pedone del nero · f6 pedone del nero · e5 pedone del nero · h5 torre del bianco · e4 re del nero · b3 pedone del bianco · e3 pedone del bianco · f3 pedone del nero · d2 donna del bianco · b1 alfiere del nero · g1 cavallo del bianco | d8 re del bianco · e8 torre del bianco · f8 alfiere del bianco · b7 pedone del nero · b6 pedone del bianco · c6 pedone del bianco · e6 pedone del nero · f6 pedone del nero · e5 pedone del nero · h5 torre del bianco · e4 re del nero · b3 pedone del bianco · e3 pedone del bianco · f3 pedone del nero · d2 donna del bianco · b1 alfiere del nero · g1 cavallo del bianco | 3 |
| 2 | d8 re del bianco · e8 torre del bianco · f8 alfiere del bianco · b7 pedone del nero · b6 pedone del bianco · c6 pedone del bianco · e6 pedone del nero · f6 pedone del nero · e5 pedone del nero · h5 torre del bianco · e4 re del nero · b3 pedone del bianco · e3 pedone del bianco · f3 pedone del nero · d2 donna del bianco · b1 alfiere del nero · g1 cavallo del bianco | d8 re del bianco · e8 torre del bianco · f8 alfiere del bianco · b7 pedone del nero · b6 pedone del bianco · c6 pedone del bianco · e6 pedone del nero · f6 pedone del nero · e5 pedone del nero · h5 torre del bianco · e4 re del nero · b3 pedone del bianco · e3 pedone del bianco · f3 pedone del nero · d2 donna del bianco · b1 alfiere del nero · g1 cavallo del bianco | d8 re del bianco · e8 torre del bianco · f8 alfiere del bianco · b7 pedone del nero · b6 pedone del bianco · c6 pedone del bianco · e6 pedone del nero · f6 pedone del nero · e5 pedone del nero · h5 torre del bianco · e4 re del nero · b3 pedone del bianco · e3 pedone del bianco · f3 pedone del nero · d2 donna del bianco · b1 alfiere del nero · g1 cavallo del bianco | d8 re del bianco · e8 torre del bianco · f8 alfiere del bianco · b7 pedone del nero · b6 pedone del bianco · c6 pedone del bianco · e6 pedone del nero · f6 pedone del nero · e5 pedone del nero · h5 torre del bianco · e4 re del nero · b3 pedone del bianco · e3 pedone del bianco · f3 pedone del nero · d2 donna del bianco · b1 alfiere del nero · g1 cavallo del bianco | d8 re del bianco · e8 torre del bianco · f8 alfiere del bianco · b7 pedone del nero · b6 pedone del bianco · c6 pedone del bianco · e6 pedone del nero · f6 pedone del nero · e5 pedone del nero · h5 torre del bianco · e4 re del nero · b3 pedone del bianco · e3 pedone del bianco · f3 pedone del nero · d2 donna del bianco · b1 alfiere del nero · g1 cavallo del bianco | d8 re del bianco · e8 torre del bianco · f8 alfiere del bianco · b7 pedone del nero · b6 pedone del bianco · c6 pedone del bianco · e6 pedone del nero · f6 pedone del nero · e5 pedone del nero · h5 torre del bianco · e4 re del nero · b3 pedone del bianco · e3 pedone del bianco · f3 pedone del nero · d2 donna del bianco · b1 alfiere del nero · g1 cavallo del bianco | d8 re del bianco · e8 torre del bianco · f8 alfiere del bianco · b7 pedone del nero · b6 pedone del bianco · c6 pedone del bianco · e6 pedone del nero · f6 pedone del nero · e5 pedone del nero · h5 torre del bianco · e4 re del nero · b3 pedone del bianco · e3 pedone del bianco · f3 pedone del nero · d2 donna del bianco · b1 alfiere del nero · g1 cavallo del bianco | d8 re del bianco · e8 torre del bianco · f8 alfiere del bianco · b7 pedone del nero · b6 pedone del bianco · c6 pedone del bianco · e6 pedone del nero · f6 pedone del nero · e5 pedone del nero · h5 torre del bianco · e4 re del nero · b3 pedone del bianco · e3 pedone del bianco · f3 pedone del nero · d2 donna del bianco · b1 alfiere del nero · g1 cavallo del bianco | 2 |
| 1 | d8 re del bianco · e8 torre del bianco · f8 alfiere del bianco · b7 pedone del nero · b6 pedone del bianco · c6 pedone del bianco · e6 pedone del nero · f6 pedone del nero · e5 pedone del nero · h5 torre del bianco · e4 re del nero · b3 pedone del bianco · e3 pedone del bianco · f3 pedone del nero · d2 donna del bianco · b1 alfiere del nero · g1 cavallo del bianco | d8 re del bianco · e8 torre del bianco · f8 alfiere del bianco · b7 pedone del nero · b6 pedone del bianco · c6 pedone del bianco · e6 pedone del nero · f6 pedone del nero · e5 pedone del nero · h5 torre del bianco · e4 re del nero · b3 pedone del bianco · e3 pedone del bianco · f3 pedone del nero · d2 donna del bianco · b1 alfiere del nero · g1 cavallo del bianco | d8 re del bianco · e8 torre del bianco · f8 alfiere del bianco · b7 pedone del nero · b6 pedone del bianco · c6 pedone del bianco · e6 pedone del nero · f6 pedone del nero · e5 pedone del nero · h5 torre del bianco · e4 re del nero · b3 pedone del bianco · e3 pedone del bianco · f3 pedone del nero · d2 donna del bianco · b1 alfiere del nero · g1 cavallo del bianco | d8 re del bianco · e8 torre del bianco · f8 alfiere del bianco · b7 pedone del nero · b6 pedone del bianco · c6 pedone del bianco · e6 pedone del nero · f6 pedone del nero · e5 pedone del nero · h5 torre del bianco · e4 re del nero · b3 pedone del bianco · e3 pedone del bianco · f3 pedone del nero · d2 donna del bianco · b1 alfiere del nero · g1 cavallo del bianco | d8 re del bianco · e8 torre del bianco · f8 alfiere del bianco · b7 pedone del nero · b6 pedone del bianco · c6 pedone del bianco · e6 pedone del nero · f6 pedone del nero · e5 pedone del nero · h5 torre del bianco · e4 re del nero · b3 pedone del bianco · e3 pedone del bianco · f3 pedone del nero · d2 donna del bianco · b1 alfiere del nero · g1 cavallo del bianco | d8 re del bianco · e8 torre del bianco · f8 alfiere del bianco · b7 pedone del nero · b6 pedone del bianco · c6 pedone del bianco · e6 pedone del nero · f6 pedone del nero · e5 pedone del nero · h5 torre del bianco · e4 re del nero · b3 pedone del bianco · e3 pedone del bianco · f3 pedone del nero · d2 donna del bianco · b1 alfiere del nero · g1 cavallo del bianco | d8 re del bianco · e8 torre del bianco · f8 alfiere del bianco · b7 pedone del nero · b6 pedone del bianco · c6 pedone del bianco · e6 pedone del nero · f6 pedone del nero · e5 pedone del nero · h5 torre del bianco · e4 re del nero · b3 pedone del bianco · e3 pedone del bianco · f3 pedone del nero · d2 donna del bianco · b1 alfiere del nero · g1 cavallo del bianco | d8 re del bianco · e8 torre del bianco · f8 alfiere del bianco · b7 pedone del nero · b6 pedone del bianco · c6 pedone del bianco · e6 pedone del nero · f6 pedone del nero · e5 pedone del nero · h5 torre del bianco · e4 re del nero · b3 pedone del bianco · e3 pedone del bianco · f3 pedone del nero · d2 donna del bianco · b1 alfiere del nero · g1 cavallo del bianco | 1 |
|   | a | b | c | d | e | f | g | h |   |

Soluzione:
1. Dc3 !  (min. 2.Txe6 e 3. Dd4#)
1... Ad3  2. Dd4+

1... f2  2. Dc4+   (2... Rxe3 3. Ah6#)

1... bxc6  2. Ah6 ...  3. Dc4#

Libri sulla composizione scacchistica:
- Hermann Albrecht - 117 Zweizüger, Potsdam 2007
- Das Buch Le Grand, Potsdam 2007
- In 80 Problemen um die Welt, Potsdam 2007
- 50 Jahre Dombrovskis-Thema, Potsdam 2007
- Promadas 1928-1930, Potsdam 2008
- Die Urdrucke der Schlesischen Tageszeitung 1934-1944, Potsdam 2008
- Von Ajec bis Zappas, Problemschach-ABC der Zweizügerthemen, Potsdam 2009
- Matt - 900 Schachaufgaben, Potsdam 2011